# Shahrestān-e Bāsht
Shahrestān-e Bāsht (persiska: شهرستان باشت, باشت) är en delprovins (shahrestan) i Iran.   Den ligger i provinsen Kohgiluyeh och Buyer Ahmad, i den centrala delen av landet, 600 km söder om huvudstaden Teheran.
Delprovinsen hade 21 690 invånare 2016.